# 이온 바람
이온 바람, 관상 바람 또는 전기 바람은 땅에 높은 전압 상대를 실시(예:포인트 나 블레이드 등)하는 일부 날카로운 도체의 끝에서 발생하는 코로나 방전에 링크된 정전기력이 유도한 공기 흐름을 설명한다. 이것은 날카로운 지점에서 도전성 전하가 생성하는 전계가 크고 부드러운 구형 도전성 쉘에 있는 동일한 전하가 생성한 필드보다 더 강한 것을 의미한다.  이 전계 강도가 코로나 방전 개시 전압 (CIV)구배로 알려진 것을 초과할때, 팁에 대한 공기를 이온화하고 플라즈마의 작고 희미한 보라색 제트기는 전도성 팁에서 어둠 속에서 볼 수 있다.

## 같이 보기
- 홀 효과 추력기